# Vickers-Armstrongs
Vickers-Armstrongs — британський інженерно-промисловий конгломерат, утворений внаслідок злиття активів Vickers Limited і Sir W G Armstrong Whitworth & Company в 1927 році. Більшість активів були націоналізовані в 1960-х і 1970-х роках. Пізніше з них була сформована компанія Vickers plc, що почала діяльність у 1977 році. Компанія відіграла велику роль у суднобудуванні, зокрема в будівництві підводних човнів.

## Інтернет-ресурси
- Vickers Photographic Archive
- Vickers Golden Jubilee [Архівовано 19 липня 2014 у Wayback Machine.]